# Actuador neumático

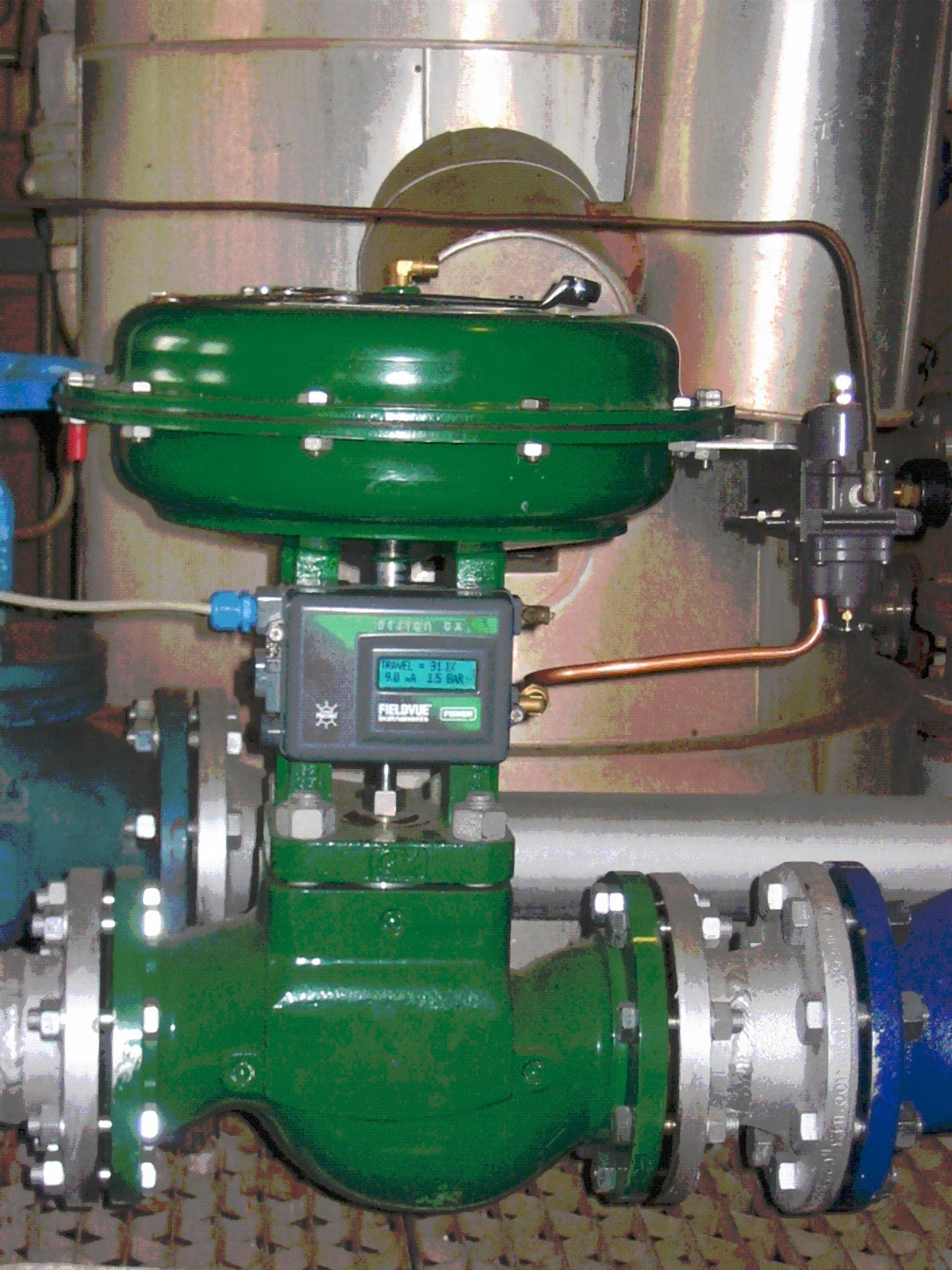
Válvula de control de globo con actuador de diafragma neumático y posicionador "inteligente" que también retroalimenta al controlador la posición real de la válvula

Un actuador neumático convierte la energía del aire comprimido (o de otro gas) en energía mecánica, que puede ser en forma de movimiento rotativo o lineal, según el tipo de actuador. Suelen utilizarse para regular válvulas de control en sistemas de tuberías, para el accionamiento de frenos neumáticos, en las puertas de acceso de vehículos de transporte público, o en algunos tipos de embragues.

## Principio de funcionamiento

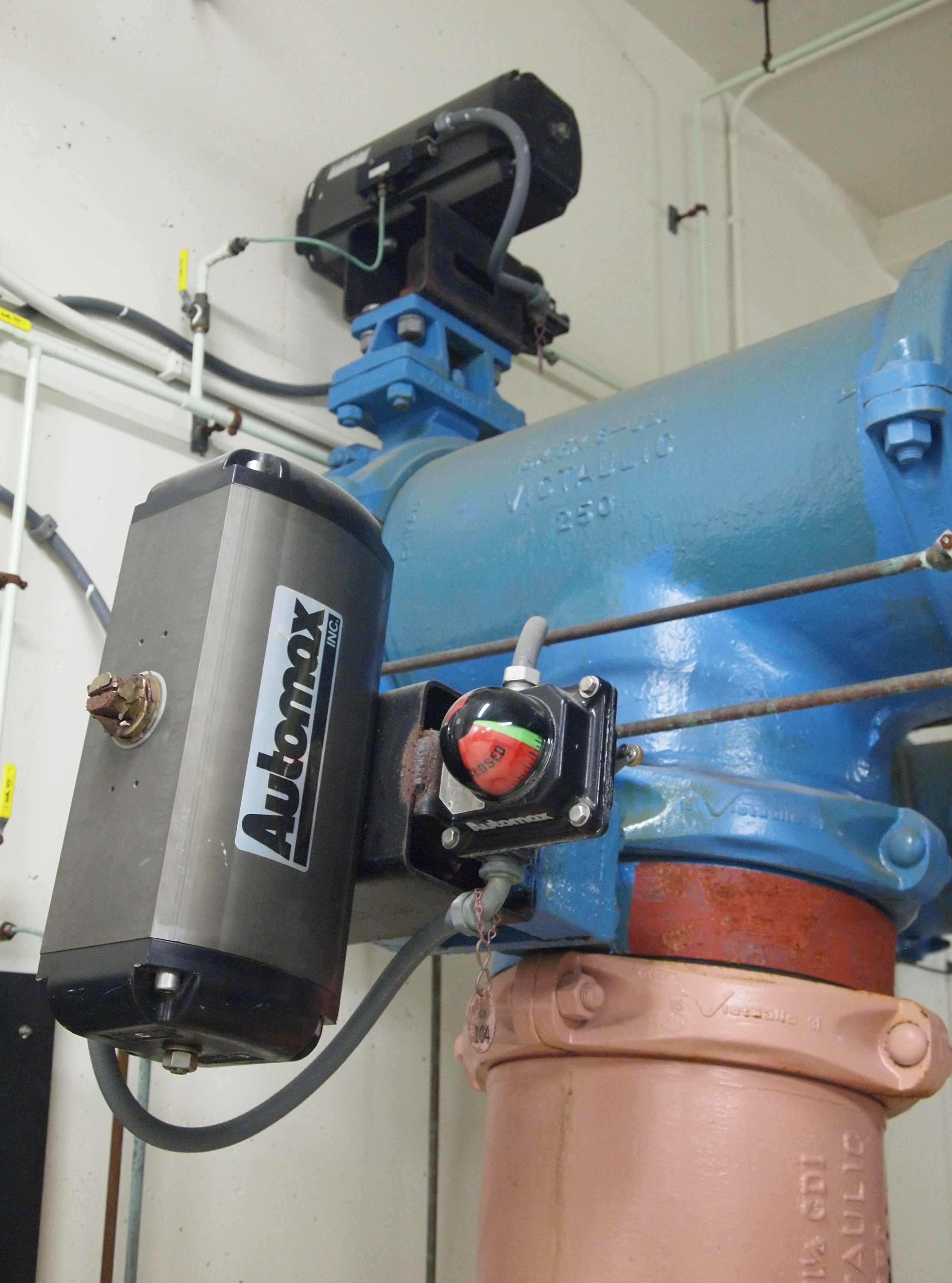
Actuadores neumáticos de cremallera para las válvulas de control de un sistema de abastecimiento de agua

Un actuador neumático consiste principalmente en un pistón o un diafragma que desarrolla una fuerza motriz. Mantiene el aire en la parte superior del cilindro, lo que permite que la presión de aire fuerce al diafragma o pistón a mover el vástago de una válvula o a girar su elemento de control.
Las válvulas requieren poca presión para funcionar y, por lo general, duplican o "triplican" la fuerza de entrada. Cuanto mayor sea el tamaño del pistón, mayor será la presión de salida. Tener un pistón más grande también puede ser bueno si el suministro de aire es bajo, lo que permite obtener mayores fuerzas con menor energía de entrada. Con una entrada de 100 kPa, una válvula neumática pequeña básica podría levantar un automóvil pequeño (de más de 1000 libras (450 kg)) fácilmente. Sin embargo, las fuerzas resultantes requeridas en el vástago serían demasiado grandes y provocarían el fallo del actuador.
Esta presión se transfiere al vástago de la válvula, que está conectado al obturador de la válvula (véase válvula de tapón o válvula de mariposa). Se requieren fuerzas mayores en tuberías de alta presión o alto flujo para permitir que la válvula supere estas fuerzas y permita que se muevan las partes móviles de las válvulas para controlar el paso del fluido que circula por el interior de una tubería.
La entrada de la válvula es la "señal de control", que puede provenir de distintos dispositivos de medición, y cada presión diferente es un punto de ajuste diferente para una válvula. Una señal estándar típica es de 20 a 100 kPa. Por ejemplo, una válvula podría controlar la presión en un recipiente que tiene un flujo de salida constante y un flujo de entrada variable (regulado por el actuador y la válvula). Un transmisor de presión controlará la presión en el recipiente y transmitirá una señal de 20 a 100 kPa: 20 kPa significa que no hay presión, 100 kPa significa que se registra la presión máxima (que se puede variar según los puntos de calibración del transmisor). A medida que aumenta la presión en el recipiente, la salida del transmisor aumenta, este aumento de presión se envía a la válvula, lo que hace que se comience a cerrar la válvula, disminuyendo el flujo hacia el recipiente, reduciendo la presión en el recipiente a medida que el exceso de presión se evacua a través del flujo de salida. A esto se le llama proceso de acción directa.

## Tipos
Algunos tipos de actuadores neumáticos incluyen:
- Cilindros de tirantes
- Actuadores rotativos
- Pinzas
- Actuadores sin vástago con varillaje magnético o cilindros rotativos
- Actuadores sin vástago con varillaje mecánico
- Músculos artificiales neumáticos
- Motores de paletas
- Motores neumáticos
- Actuadores especiales que combinan movimiento rotativo y lineal, de uso frecuente para operaciones de sujeción
- Bombas de vacío